# 大卡利尼夫卡
49°31′30″N 26°55′26″E / 49.52500°N 26.92389°E
大卡利尼夫卡（烏克蘭語：Велика Калинівка）是位於烏克蘭西部的村莊，由赫梅利尼茨基州裡赫梅利尼茨基區的赫梅利尼茨基市鎮負責管轄。該村面積0.11平方公里，海拔高度333米，2001年人口393，人口密度每平方公里3,638.9人。